# Nods
Nods es una comuna suiza del cantón de Berna. Tiene una población estimada, a fines de 2020, de 788 habitantes.
Está situada en el distrito administrativo del Jura bernés.
Hasta el 31 de diciembre de 2009 estaba situada en el distrito de La Neuveville.

## Turismo
- Turismo pedestre
- Turismo ecuestre
- Esquí de fondo
- Esquí alpino
  - Telesquí de 410m, 75m de desnivel
- Vuelo delta, parapente
- Tenis

## Transporte
- Bus hacia La Neuveville y Le Landeron.